# Pokolj u Lovasu
Pokolj u Lovasu bio je ratni zločin. Počinile su ga snage JNA i srpskih paravojnih postrojba, sastavljenih od domaćih Srba i Srba iz Srbije između 10. i 18. listopada 1991. godine, za vrijeme velikosrpske agresije na Hrvatsku u Lovasu.
Napad na ovo selo je bio dijelom akcije kojim se "čistilo" teritorij za napredovanje velikosrpskih postrojbi u okolici grada Vukovara, na kojem je zapelo olako osvajanje Hrvatske. Ujedinjeni Narodi u svojem izvještaju navode da su četničke postrojbe, Dušan Silni i Beli orlovi, sudjelovali u napadu na Lovas.
Metoda je bila putem fizičkog uklanjanja nesrpskog stanovništva, bilo ubijanjem, bilo natjerivanjem u izbjeglištvo (zastrašivanjem okrutnim ratnim zločinima) te prognavanjem iz ciljanog područja. Na putu im se tako našlo i selo Lovas.

## Kronologija
Stanovnici Lovasa pozvani su na pregovore s JNA u Šidu 27. rujna 1991. godine. Pregovori su bili neuspješni; pošto su saznali za uništenja susjednih sela, stanovnici Lovasa nisu bili spremni predati sve oružje JNA i srpskim paravojnim postrojbama. Ipak, odlučili su predati dio svojeg oružja i suzdržati se od napada na JNA, ali se braniti od napada paravojske. JNA je prvi put napala Lovas 30. rujna te potom dva dana kasnije, kada je oštećen silos i katolička crkva.
Povod za napad na Lovas, u kojem je sudjelovao i optuženi Nikolaidis, bila je dezinformacija da u Lovasu ima između 300 i 400 pripadnika hrvatskog Zbora narodne garde.
10. listopada, JNA je napala s juga a srpska paravojska sa sjevera, te zauzeli selo. Prema izvještajima, prve žrtve bile su: Antun Sabljak, koji je ubijen u svojem automobilu na predgrađu sela; Danijel Badnjak i njegova supruga Cecilija; Vida Krizmanović, umirovljenik; Antun Jovanović i njegova supruga Anka. Ivan Ostrun, umirovljenik, je odveden u kafić i strijeljan. Drugi su izvučeni iz podruma gdje su se skrivali te smaknuti. Sveukupno, 10. listopada ubijeno je 23 hrvatskih stanovnika Lovasa. Hrvati su morali nositi bijele vrpce na ruci a na hrvatskim kućama morale su stajati bijele plahte.
17. listopada, srpska paravojska je ponovno napala sela. Među mještanima ubijenima tada bili su Jozefina Pavošević i njena 18-godišnja kći Marijana te svekrva Slavica. Josip Rendulić, 75-godišnjak, je pretučen te potom strijeljan. Svi muškarci u dobi od 18 do 55 godina, njih 70-ak, su potom pozvani na sastanak gdje su im dodijeljene zadaće za prisilni rad. Ostali su radionici sjediti cijelu noć. Ujutro, 18. listopada, izabrano je 15-ak muškaraca među njima; srpska paravojska ih je potom pretukla i zaklala noževima. Ostalih 50-ak muškaraca je odvedeno u divljinu gdje im je rečeno da će otići u berbu. Na putu, paravojska ubila je dvojicu: Stjepana Luketića i Boška Bodjanaca.

### Pokolj u minskom polju
Po materijalima Haaškog suda i Amnesty Internationala, srpske postrojbe su natjerale skupinu od 50-ak Hrvata "očistiti" minsko polje. Paravojska ih je natjerala da se drže za ruke i hodaju ravno po polju; tek tada su shvatili da da su im ispod nogu nagazne mine. Ivan Mujić, jedan od preživjelih, je ovako opisao situaciju: "Nismo znali gdje idemo i na što nas tjeraju. Kada smo došli na minsko polje natjerali su nas da se primimo za ruke, raširimo i da pješice krenemo kroz polje. Ubrzo smo naletjeli na mine. Znali smo da smo osuđeni na smrt". Kada je jedna mina pokrenula cijelu seriju eksplozija, vojnici su istodobno otvorili vatru na skupinu. Pri toj akciji, 21 osoba je ubijena, a 14 je ozlijeđenih. Leševi su ostali ležati na polju sve do sljedećeg dana, kada su zakopani u masovnu grobnicu. 
Međutim, valja napomenuti da se jedan časnik JNA dovezao vozilom do lokacije te zaustavio tu akciju, psujući srpsku paravojsku. Time je spašeno 30-ak života. Na naredbu časnika, 11 ranjenih je odvezeno do Šida na zdravstveni pregled, no osoblje je bilo odbojno te im dalo samo nužnu njegu.
Još 19 Hrvata srpske postrojbe ubile su 18. listopada u samom Lovasu.

## Broj žrtava i daljni događaji
Ukupno su srpske postrojbe uništile 260 kuća, i to u potpunosti. Najviše je štete napravljeno prigodom granatiranja sela prije njegova zauzeća. Prema procjenama, sveukupno je ubijeno između 70 i 85 mještana Lovasa.
Srpske postrojbe su jednu kuću u selu preuredili kao provizorni zatvor. U toj kući se odvodilo nesrbe, koje se mučilo noževima, elektrošokovima i udaranjem. 
20. listopada, većina srpske paravojske je napustilo Lovas te ih je zamijenila JNA, čime je "život postao podnošljiviji". Međutm, paravojska se vratila pred Božić 1991. godine te tukla i mučila mještane. Kao posljedica toga, 24. prosinca, preostali su Hrvati iz straha napustili Lovas. Vratili su se tek mirnom reintegracijom hrvatskoga Podunavlja 1998. godine.
Sveukupno, u listopadu 1991. godine žrtve su bile sljedeće osobe:
- Ubijeni prigodom napada na Lovas: Mirko Grgić, Mato Adamović, Danijel Badanjak, Cecilija Badanjak, Antun Jovanović, Anka Jovanović, Katarina Pavličević, Juraj Poljak, Josip Kraljević, Alojzije Polić, Mato Keser, Josip Poljak, Ivan Ostrun, Drago Pejić, Mijo Božić, Tomo Sabljak, Vida Krizmanić, Stipo Mađarević, Pavo Đaković, Stipo Pejić i Željko Antolović
- Ubijeni na raznim lokacijama u selu: Darko Pavlić, Željko Pavlić, Anton Luketić, Đuka Luketić, Petar Luketić, Alojz Krizmanić, Đuro Krizmanić, Andrija Devčić, Stipo Dolački, Marko Damjanović, Franjo Pandža, Ivan Vidić, Stjepan Luketić, Slavica Pavošević, Jozefina Pavošević, Marija Pavošević, Ana Lemunović, Josip Rendulić, Božo Vidić, Marin Balić, Katarina Balić, Rudolf Jonak, Marija Fišer, Zoran Krizmanić, Josip Jovanović, Zvonimir Martinović i Petar Rendulić
- Ubijen na putu do minskog polja: Boško Brođanac
- Smrtno stradali u minskom polju: Marijan Marković, Tomislav Sabljak, Darko Solaković, Ivan Palijan, Zlatko Panjik, Slavko Kuzmić, Ivan Sabljak, Mijo Šalaj, Ivan Kraljević, Petar Badanjak, Zlatko Božić, Antun Panjik, Marko Vidić, Luka Balić, Marko Sabljak, Mato Hodak, Nikola Badanjak, Ivan Conjar, Slavko Štrangarević i Josip Turkalj

## Suđenja
Međunarodni sud za ratne zločine počinjene na području bivše Jugoslavije (ICTY) dodao je zločin u Lovasu na popis optužbe protiv Slobodana Miloševića. Goran Hadžić je također bio optužen zbog uništavanja kuća i kulturnih spomenika, ubojstva civila i zatočeničkih objekata u Lovasu.
ICTY je sljedeće naveo o događajima 18. listopada 1991. u Lovasu:
"Dana 18. listopada 1991. godine, pripadnici JNA, TO-a SAO SBZS, i dobrovoljačke jedinice "Dušan Silni" prisilili su 50 hrvatskih civila, zatočenih radi prisilnog rada u zgradi zadruge u Lovasu, da odu do jednog minskog polja na izlazu iz sela Lovas, oko 20 kilometara jugozapadno od Vukovara. Na putu prema tom minskom polju, pripadnici ovih srpskih snaga ubili su vatrenim oružjem jednog zatočenika. Kada su došli do minskog polja, zatočenici su prisiljeni da uđu u minsko polje i da nogama čiste tlo ispred sebe kako bi polje očistili od mina. Najmanje jedna mina je eksplodirala i srpske snage su otvorile vatru na zatočenike. Poginuo je 21 zatočenik, neki u eksplozijama mina, neki u oružanoj vatri. Imena žrtava navode se u Dodatku I koji se daje u prilogu ove optužnice."
Viši sud u Beogradu je 2007. godine izdao optužnice za zločine u Lovasu.
Tužitejstvo tereti 14 optuženih da su, kao pripadnici JNA, lokalne teritorijalne vlasti i paravojne formacije "Dušan Silni" lišili života 70 osoba. Optuženi su Ljuban Devetak, Milan Devčić, Milan Radojčić, Željko Krnjajić, Miodrag Dimitrijević, Darko Perić, Radovan Vlajković, Radisav Josipović, Jovan Dimitrijević, Saša Stojanović, Dragan Bačić, Zoran Kosijer, Petronije Stevanović i Aleksandar Nikolaidis.
Optuženici se terete da su kao pripadnici lokalne civilno-vojne vlasti, Teritorijalne obrane podčinjene tadašnjoj JNA i paravojne dobrovoljačke oružane skupine "Dušan Silni" sudjelovali u izvršenju napada na Lovas i civilno stanovništvo u njemu, iako su znali da u naselju nema hrvatskih oružanih snaga koje bi pružile otpor i branile selo, a po ulasku u selo nekontrolirano i nasumično otvarali vatru iz pušaka, bacali bombe u dvorišta, na kuće, u podrume i druge prostorije, pojedine zatečene civile ubijali, što je za posljedicu imalo uništenje i oštećenje civilnih stambenih i drugih objekata i smrt civila; da su nesrpsko, pretežno hrvatsko stanovništvo, izložili ponižavajućim, diskriminirajućim postupcima, naređivali protupravna privođenja, zatvaranja i saslušanja civilnih osoba, pri tome i njihovo mučenje i tjelesno povrijeđivanje.
Nataša Kandić i Fond za humanitarno pravo pokrenuli su nekoliko inicijativa za razgovor sa svjedocima zločina kako bi ih motivirali da daju iskaz na suđenju u Beogradu. Zahvaljujući njenom zalaganju, do travnja 2010. godine svjedočilo je 30 ljudi iz Lovasa. Dana 26. lipnja 2012. godine izrečene su presude optuženima i to: Ljubanu Devetaku 20 godina zatvora, a ostalima kazne u rasponu od 4 do 14 godina pritvora. Dvije godine kasnije, Prizivni sud u Beogradu ukinuo je presudu kojom je 14 pripadnika JNA, lokalne teritorijalne vlasti i paravojne formacije "Dušan Silni", bilo osuđeno na zatvorske kazne u trajanju od četiri do 20 godina zatvora, te naložio novo suđenje.

## Spomen
O obljetnici zločina, u listopadu 2023. otvoreno je spomen-područje „Minsko polje” u Lovasu.

### Dokumentarni film
Godine 2017. dovršeno je snimanje dokumentarnog filma o pokolju u Lovasu Krvava berba grožđa. Premijerno je prikazan 12. rujna 2017. u Zagrebu.

## Vanjske poveznice
- (engl.) Scrinia Slavonica, br. 4/2004.  Arhivirana inačica izvorne stranice od 13. kolovoza 2011. (Wayback Machine) Stradanje hrvatskih civila u selu Lovas od postrojbi jugoslavenske vojske i četnika 1991.
- Glas Slavonije U Beogradu počelo suđenje za ratne zločine u Lovasu 1991. - Mještani Lovasa mučeni su i ubijani po nalogu Ljubana Devetka
- Zločini u Lovasu: Svjedokinja videovezom pričala o silovanju i zločinima  Arhivirana inačica izvorne stranice od 26. listopada 2010. (Wayback Machine)
- Zaboravljene hrvatske žrtve: Lovas - iz pismohrane Glasa Koncila